# みなと大橋 (福島県)
みなと大橋（みなとおおはし）は、福島県いわき市小名浜にある道路橋である。

## 概要
- 全長：180.0m
- 幅員：18.6m×2
- 形式：5径間単純PCT桁橋
- 竣工：1969年3月
- 施工：ピーエス三菱[1]

小名浜港7号埠頭と藤原埠頭の間を流れる二級水系藤原川を渡り、小名浜臨港道路1号線を通す。東詰は小名浜字渚、西詰は泉町下川字大剣に位置する。上下線合計2本の橋梁が架設されており、片側3車線にて供用され歩道が設置されている。周辺は工場地帯が広がり、原材料や製品輸送の貨物車両が行きかうほか、北西側の国道6号と東側の小名浜港周辺の観光施設を結ぶルート上であることから乗用車の通行も多い。周辺の工場夜景を撮影するスポットとして用いられることもある。

## 沿革
- 1969年3月 - 現在の橋梁が架橋される。

## 周辺
- サミット小名浜エスパワー
- 日本海水 小名浜工場
- 堺化学工業 松原工場
- JERA 小名浜コールセンター